# اریش ردر
اریش یوهان آلبرت ردر (به آلمانی: Erich Johann Albert Raeder) (۲۴ آوریل ۱۸۷۶–۶ نوامبر ۱۹۶۰) نظامی بلندپایه و بزرگ‌دریابد آلمانی در دوره رایش سوم بود که بین سال‌های ۱۹۲۸ تا ۱۹۴۳ فرماندهی کل نیروی دریایی این کشور را بر عهده داشت.
ردر نقش مهمی در تاریخ نیروی دریایی آلمان در جنگ جهانی دوم داشت. او پس از جنگ به جنایات جنگی متهم و در دادگاه نورنبرگ به دلیل ارتکاب جرایم توطئه برای ارتکاب جنایات علیه صلح، جنایات جنگی و جنایت علیه بشریت مجرم شناخته و به حبس ابد محکوم شد. ردر پس از گذراندن ۹ سال حبس، به دلیل شرایط نامناسب جسمانی در سال ۱۹۵۵ زندان آزاد شد.

## سال‌های اولیه
اریش ردر روز ۲۴ آوریل سال ۱۸۷۶ در واندسبک در نزدیکی هامبورگ زاده شد. پدرش معلم زبان انگلیسی و فرانسوی در مدرسه بود و بهار سال ۱۸۸۹ به گرونبرگ در سیلزی منتقل گشت.

## نیروی دریایی امپراتوری آلمان
اریش تصمیم به پیوستن به نیروی دریایی امپراتوری آلمان گرفت. بر خلاف نیروی زمینی، نیروی دریایی تأکید زیادی بر اشرافی بودن سابقه نیروهای خود نداشت؛ بدین جهت ردر با خانواده‌ای از طبقه متوسط مشکلی در ورود به آن در ماه مارس سال ۱۸۹۴ پیدا نکرد. روز ۱ آوریل برای آغاز آموزش به کیل رفت. ردر با توانایی بدنی اندک و قدِ کوتاه حدود ۱۶۵ سانتی‌متری، در ابتدا مورد بی‌اعتنایی افسران مافوق قرار می‌گرفت. با این حال با عملکردی قابل توجه به عنوان فرد نخست کلاس سال ۱۸۹۵ از این دوره فارغ‌التحصیل و به درجه مهناوی یکمی رسید. در این زمان گشت‌های آموزشی را در دریای بالتیک و هند غربی و دوره مختلف مهارتی را گذراند. پاییز سال ۱۸۹۷ به عنوان افسر مخابرات به ناو اس‌ام‌اس زاکسن اختصاص یافت. با نشان دادن عملکردی مناسب، سپس افسر مخابرات نبردناو اس‌ام‌اس دویچلانت، ناو سرفرماندهی ناوگروه شرقی، شد. بدین شکل ردر جوان عضوی از ستاد شاهزاده هاینریش، فرمانده این ناوگروه و برادر قیصر ویلهلم دوم، بود.
ردر اواخر سال ۱۸۹۷ با این نبردناو راهی آب‌های چین گشت و از پایگاه‌های دریایی مختلفی از جمله در ژاپن دیدن کرد. با ترفیع به درجه ناوبانی در سال ۱۹۰۱، به کیل بازگشت تا افسر آموزش شود. با این حال سال بعد به نبردناو اس‌ام‌اس کایزر ویلهلم در گروسه، ناو جدید سرفرماندهی شاهزاده هاینریش که هم‌اکنون فرمانده ناوگروه یکم نبردناو، منتقل شد. ردر بین سال‌های ۱۹۰۳ تا ۱۹۰۵ دوره دانشکده نیروی دریایی را در کیل گذراند. در این مدت برای سه ماه جهت آموزش پیشرفته زبان به امپراتوری روسیه فرستاده شد. ردر زبان روسی را برگزید چرا که پیش از این فرانسوی و انگلیسی را به خوبی فراگرفته بود و در حال یادگیری زبان اسپانیایی نیز بود. پس از فارغ‌التحصیلی شروع به خدمت به عنوان افسر ناوبری کشتی زره‌پوش دفاع ساحلی اس‌ام‌اس فریتیوف کرد. ردر روز ۱ آوریل سال ۱۹۰۶ به دفتر اطلاع‌رسانی نیروی دریایی در برلین منتقل گردید. ردر با روحیه‌ای «شفاف و پاسخگو» و قلمی «شیوا»، در این جایگاه با رسانه‌های خارجی در تعامل بود و مارینه روندشائو و ناوتیکوس، مجله‌های نیروی دریایی را ویراستاری می‌کرد. در این مسئولیت مورد توجه شخص قیصر ویلهلم دوم قرار گرفت و سال ۱۹۱۰ از طرف او به عنوان افسر ناوبری هوهن‌سولرن، کشتی شخصی قیصر منصوب گشت.

### جنگ جهانی اول
ردر سال ۱۹۱۱ به درجه دریادار دومی ترفیع گرفت. سال بعد افسر ارشد ستاد دریاسالار فرانتس فون هیپر، فرمانده نیروهای شناسایی ناوگان دریاهای آزاد، شد و سال ۱۹۱۷ ریاست ستاد او را بر عهده گرفت. با آغاز جنگ جهانی اول، سال‌های ۱۹۱۴ و ۱۹۱۵ در عملیات مین‌ریزی و درگیری علیه بریتانیا مشارکت نمود و در نبردهای دریایی دوگربانک و یوتلند حضور داشت. در نبرد یوتلند در اتاقک ناوبری رزم‌ناو نبرد لوتسوو بود که بریتانیایی‌ها آن را غرق کردند. ردر از این حادثه جان به در برد و نجات داده شد.
ردر ماه ژانویه سال ۱۹۱۸ فرماندهی رزم‌ناو سبک کولن را در دست گرفت و تا ماه اکتبر در این مقام بود. ردر اندکی پیش از پایان جنگ رئیس دفتر مرکزی فرماندهی نیروی دریایی شد.

## دوره بین‌دوجنگ
ترفیع درجه
- ۱۶ آوریل ۱۸۹۴: دانشجوی نظامی
- ۱۳ مه ۱۸۹۵: ناو آموز
- ۲۵ اکنبر ۱۸۹۷: ناوبان سوم
- ۱ ژانویه ۱۸۹۹: ناوبان دوم
- ۹ آوریل ۱۹۰۰: ناویان یکم
- ۲۱ مارس ۱۹۰۵: ناوسروان
- ۱۵ آوریل ۱۹۱۱: ناخدا سوم
- ۲۶ آوریل ۱۹۱۷: ناخدا دوم
- ۲۹ نوامبر ۱۹۱۹: ناخدا یکم
- ۱ اوت ۱۹۲۲: دریادار
- ۱۰ سپتامبر ۱۹۲۵: دریابان
- ۱ اکتبر ۱۹۲۸: دریاسالار
- ۲۰ آوریل ۱۹۳۶: دریابد
- ۱ آوریل ۱۹۳۹: بزرگ‌دریابد

پس از پایان جنگ نظام سلطنت در آلمان برافتاد و حاکمیت موسوم به جمهوری وایمار روی کار آمد. ردر از همان ابتدا درگیر مسائل سیاسی این حاکمیت جدید بود. در ملاقاتی که با گوستاو نوسکه، وزیر دفاع در برلین داشت به او توصیه کرد دریابد آدولف فون تروتا، رئیس پیشین ستاد کل ناوگان دریاهای آزاد، به عنوان فرمانده نیروی دریایی منصوب شود تا از قدرت‌گرفتن عناصر چپ جلوگیری گردد. نوسکه پذیرای این سخن بود و ردر را فرستاد تا موضوع را با فریدریش ابرت، رئیس‌جمهور در میان بگذارد. نمی‌تواند به شکل دقیقی گفت که این توصیه ردر تا چیزان مؤثر بوده است اما در نهایت فون تروتا بدین جایگاه گماشته شد.
طبیعتاً، ردر در نیروی دریایی جدید، رایشس‌مارینه باقی ماند. به هر شکل از حامیان کوتای وولفگانگ کپ در بهار سال ۱۹۲۰ علیه جمهوری بود. این کودتا ناکام ماند اما ردر به خدمت ادامه داد. با این وجود به عنوان عامل نامطلوب، در گونه‌ای تبعید از دفتر مرکزی به بخش بایگانی نیروی دریایی منتقل شد. ردر از این برای مطالعه سیر تحول راهکنش‌ها و راهبردهای نیروی دریایی در جنگ جهانی دوم استفاده کرد. مأمور به تهیه تاریخ دو جلدی عملیات نیروی رزم‌ناوهای آلمان در آب‌های خارجی شد. ردر خود در این میان به یک تاریخ‌دان و نظریه‌پرداز سرشناس در موضوع نیروی دریایی بدل شد. اوایل دهه ۱۹۲۰ چند کتاب در این باره نوشت.
ردر در این هنگام دیگر خود را بسیار وفادار به جمهوری و آرمان‌های آن نشان می‌داد. بدین شکل اعتماد به او به سرعت بازیابی شد. ماه ژوئیه سال ۱۹۲۲ به درجه دریادار ترفیع گرفت و بازرس آموزش نیروی دریایی شد. ماه اکتبر سال ۱۹۲۴ به فرماندهی نیروهای سبک شناسایی در دریای شمال برگزیده شد. ماه ژانویه سال ۱۹۲۵ به درجه دریابان ترفیع گرفت و به فرماندهی منطقه دریایی بالتیک منصوب گشت.

## فرماندهی نیروی دریایی

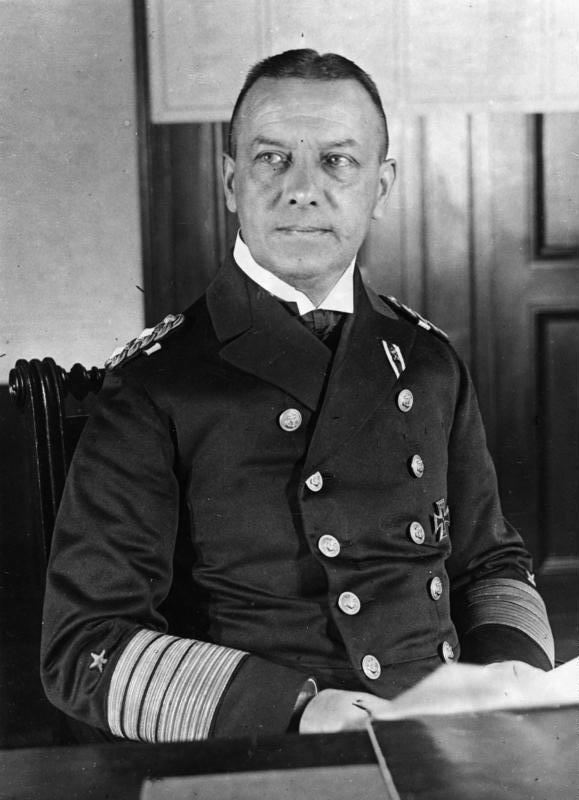
۱۹۲۸

در جریان رویدادهای موسوم به «رسوایی لومان» ماه اوت سال ۱۹۲۷ برنامه مخفی باز تسلیح نیروی دریایی لو رفت. تعدادی از سران ارشد نظامی از جمله وزیر دفاع و رئیس فرماندهی نیروی دریایی از مقام خود کناره‌گیری کردند. بدین شکل جا برای بالاتر رفتن ردر باز شد. پس از چندین بار حضور جلسه رایشس‌تاک، ردر روز ۱ اکتبر سال ۱۹۲۸ به درجه دریاسالار ترفیع گرفت و به عنوان رئیس فرماندهی نیروی دریایی، بالاترین مقام در این نیرو در این زمان، منصوب شد.
ردر پس از نشستن در این جایگاه، چندین تن از افسران ارشد نیروی دریایی را بازنشسته کرد؛ ظاهراً به این بهانه که فضا برای افسران جوان‌تر فراهم آید. با این وجود، از میان برداشته شدن این افراد در حقیقت بدین جهت دانسته شده است که ممکن بود آن‌ها در آینده اقتدار ردر را به چالش بکشند.
ردر در دوره خود سیاست توازن در بخش‌های مختلف را برای نیروی دریایی پیش گرفت. او به دنبال این بود که از هر گونه از شناورها تعدادی فراهم آید. او مجوز ایجاد ناوگانی از کشتی‌های باری را صادر کرد که می‌توانستند به رزم‌ناوهای کمکی تبدیل شوند. ردر هم به صورت مخفیانه اما محتاطانه‌تر از پیشینیان خود، برنامه توسعه او-بوت‌ها را ادامه داد.
ردر سازمانی می‌خواست که متشکل از نیرویی بسیار آموزش‌دیده و منظم باشد و اعضای آن از هر گونه فعالیت سیاسی دوری کنند. سخت‌گیری بسیاری برای عمل افراد تحت امرش داشت. او حتی در یک مورد فرمانی برای نحوه پوشش و رفتار همسران افسران صادر کرد. به صورت سرزده از پایگاه‌های دو افتاده بازدید می‌کرد.
با وجود مواضع پیشین، ردر از به قدرت رسیدن حزب ناسیونال سوسیالیست استقبال کرد. روز ۲ فوریه سال ۱۹۳۳، سه روز پس از برگزیده شدن آدولف هیتلر به عنوان صدراعظم، با او برای نخستین بار دیدار کرد. هیتلر را «مردی خارق‌العاده که برای رهبری به زاده شده است» توصیف می‌کرد. هیتلر هم از این که کسی چون ردر نیروی دریایی را فرماندهی می‌کند راضی بود؛ چرا که او را فردی بی‌خطر و در عین حال توانمند و همچنین هم‌سوی برنامه‌های خود می‌دید.

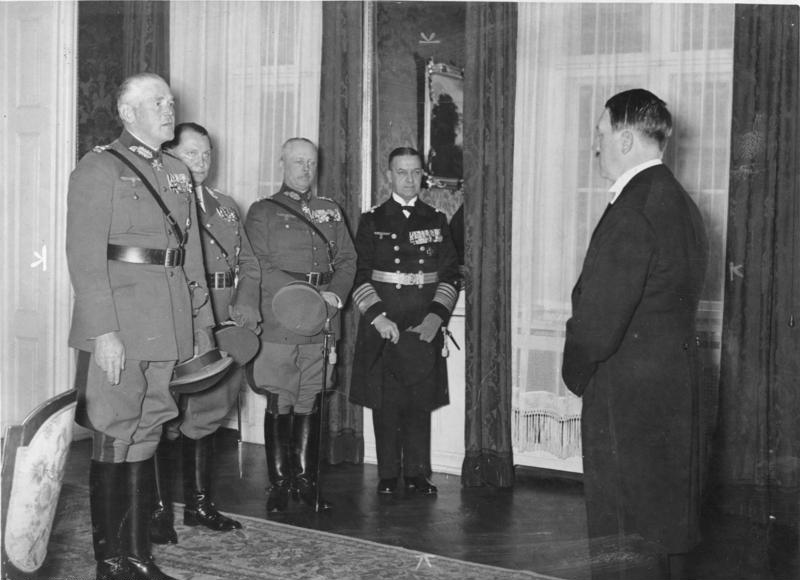
نفر نخست از راست، در دیدار با هیتلر، همراه با فرماندهان کل ورماخت و دو نیروی دیگر، ژانویه ۱۹۳۵

هیتلر روز بعد، ۲ فوریه، به ردر گفت خواهان هم‌زیستی مسالمت‌آمیز با بریتانیا است. ردر دستور گرفت نیروی دریایی آلمان را برای جنگ با شوروی و فرانسه، محتمل‌ترین دشمنان، آماده کند. سال ۱۹۳۵ آلمان هیتلر محدودیت‌های پیمان ورسای را علناً زیر پا گذاشت، عنوان ردر به «فرمانده کل کریگس‌مارینه» تغییر کرد و برنامه ساخت‌وساز او در کریگس‌مارینه از ماه مارس به شکل جدی آغاز شد. ماه ژوئن همان سال یک پیمان دریایی با بریتانیا به امضا رسید که بر اساس آن آلمان اجازه داشت معادل ۳۵ درصد از کل تناژ نیروی دریایی بریتانیا برای خود شناور بسازد. البته او-بوت‌ها استثنا بودند و آلمان می‌توانست تناژ برابری با زیردریایی‌های بریتانیایی داشته باشد. ردر مشعوف از این دستاورد بود چرا که امکان به پا شدن یک رقابت دریایی بریتانیا را از بین می‌برد. ردر به اندازه‌ای پیش رفت که هر گونه اشاره به امکان جنگ دریایی با بریتانیا را در طرح‌های مطالعاتی و برنامه‌ریزی‌های ستادی ممنوع کرد. ردر و هیتلر تصور می‌کردند هیچ جنگی با بریتانیا رخ نخواهد داد.
هیتلر روز ۲۰ آوریل سال ۱۹۳۶ ردر را به درجه دریابد ترفیع داد. ردر سال ۱۹۳۷ به عنوان عضو افتخاری به حزب ناسیونال سوسیالیست پیوست. در مدت این دو سال چندین نبردناو و رزم‌ناو و تعداد بیشتری ناوشکن و او-بوت ساخته شد. ناوگان یکم او-بوت به فرماندهی کارل دونیتس پدید آمد. با تمام این‌ها هیتلر از سرعت رشد کریگس‌مارینه راضی نبود و از سال ۱۹۳۸ شروع به انتقاد از ردر کرد. ردر اعلام کرد همزمان بودن برنامه گسترش کریگس‌مارینه با ساخت‌وسازهای عمومی دیگر دولت، نیروی کار و مواد اولیه کافی را از او دریغ کرده است. به هر حال هیتلر پذیرای این دلایل نبود. در میان چیزهای دیگر، او خواهان افزایش ظرفیت کارخانه‌های کشتی‌سازی، ورود او-بوت نوع ۷ به تولید انبوه و آماده شده دو نبردناو تا سال ۱۹۴۰ بود. به دستور ردر، ستاد عالی کریگس‌مارینه درخواست کرد تمام پروژه‌های غیرنظامی متوقف شود تا نیروی کار لازم آزاد شود که مورد پذیرش قرار نگرفت. نتیجتاً کار ساخت‌وساز کریگس‌مارینه به کندی و عقب‌تر از برنامه مقرر شده پیش رفت. ردر از این زمان به فکر استعفا افتاد. به هر حال هیتلر در نهایت به ردر گفت که تا سال ۱۹۴۶ به کریگس‌مارینه نیاز نخواهد داشت.
متعاقباً برنامه ساخت‌وساز جدیدی از طرف کریگس‌مارینه موسوم به «طرح ست» (Z-Plan) روز ۱۷ ژانویه سال ۱۹۳۹ به هیتلر ارائه شد که برای سال ۱۹۴۷ هدف‌گذاری کرده بود. بر این اساس آلمان ۱۰ نبردناو، ۴ ناوهواپیمابر، ۱۵ رزم‌ناو زرهی، ۵ رزم‌ناو سنگین، ۴۴ رزم‌ناو سبک‌تر، ۶۸ ناوشکن و ۲۴۹ او-بوت می‌داشت. هیتلر روز ۲۷ ژانویه آن را تأیید کرد و ساخت‌وساز در کریگس‌مارینه را بر دو نیروی دیگر اولویت داد. رابطه ردر و هیتلر دوباره خوب شد و پیشوا او را روز ۱ آوریل سال ۱۹۳۹ به درجه بزرگ‌دریابد ترفیع داد. ردر پنجمین نفر در تاریخ آلمان بود که به این درجه نائل می‌آمد.
رابطه خوب با پیشوا مدت زیادی به طول نینجامید. میانه سال ۱۹۳۹ مشخص شد فردی که آلوین آلبرشت، آجودان جدید نیروی دریایی هیتلر با آن ازدواج کرده است رابطه نامشروعی با شخص دیگری دارد. ردر از هیتلر خواست آلبرشت را عزل کند وگرنه از مقام خود استعفا خواهد داد. به هر حال هیتلر چنین نکرد. ردر استعفا نداد و به اختیار خودش آلبرشت را برکنار و از کریگس‌مارینه اخراج کرد. هیتلر روز بعد آلبرشت را به عنوان آجودان شخصی خود برگزید. هیتلر دعوت کریگس‌مارینه برای حضور در مراسم به آب انداختن یک شناور در روز ۱ ژوئیه را رد کرد.

### جنگ جهانی دوم
در پی تهاجم آلمان به لهستان و آغاز جنگ جهانی دوم، بریتانیا دو روز بعد، ۳ سپتامبر سال ۱۹۳۹، به این کشور اعلان جنگ داد. بدین ترتیب کریگس‌مارینه دست کم پنج سال زودتر از آنچه برای آن برنامه‌ریزی شده بود درگیر جنگ شد. ردر تنها چهار سال پس از نقض پیمان ورسای فرصت پیدا کرد نیروی خود را گسترش دهد. در ثبت اسناد جنگی ستاد فرماندهی کریگس‌مارینه نوشت: «نیروی سطحی … کاری جز این از دستش برنمی‌آید که نشان دهد می‌داند که چگونه شجاعانه بمیرد.» در این هنگام کل توان کریگس‌مارینه در قوای سطحی شامل تنها دو نبردناو، سه رزم‌ناو زرهی، یک رزم‌ناو سنگین، شش رزم‌ناو سبک و ۳۴ ناوشکن و قایق اژدرانداز بود.
موثرترین اداوت دریایی آلمان در سال ۱۹۳۹ ظاهراً مین‌های دریایی آن بود. ناوشکن‌ها و مین‌ریزها سواحل شرقی و او-بوت‌ها و هواگردها سواحل غربی و جنوبی بریتانیا را مین‌ریزی کردند. این مین‌ها موجب غرق شدن ۶۷ کشتی تا ماه دسامبر سال ۱۹۳۹ و ۱۲۸ کشتی متفقین تا ماه مارس سال ۱۹۴۰ شدند. در این حال ردر مایل نبود کشتی‌های بزرگ خود را در درگیری‌های سطحی به خطر بیندازد.

#### تهاجم به نروژ
ردر از همان ابتدای جنگ به دنبال آن بود که نروژ به دست بریتانیایی‌ها نیفتد؛ چرا که واردات سنگ آهن آلمان از سوئد از راه بندر نارویک نروژ انجام می‌گرفت. از طرفی سلطه بریتانیا بر نروژ راه خروج آلمان به دریای شمال را می‌برید. با این حال هیتلر در ابتدا می‌پنداشت بریتانیا بی‌طرفی نروژ را نقض نخواهد کرد. تا این که یک کشتی جنگی بریتانیایی ماه فوریه سال ۱۹۴۰ در آب‌های نروژ به یک کشتی غیر مسلح آلمانی حمله کرد و تصور هیتلر اشتباه از آب درآمد. بریتانیایی‌ها از اوایل ماه آوریل شروع به مین‌ریزی در آب‌های نروژ کردند. در حقیقت این کشور قصد تهاجم به نروژ داشت و برای آن آماده می‌شد. به هر حال آلمان پیش‌دستی و اقدام به اشغال نروژ در عملیات ویزرئوبونگ کرد. این تنها عملیات عمده توسط نیروهای سطحی آلمان در جنگ جهانی دوم بود که تقریباً همه توان کریگس‌مارینه در آن به‌کار گرفته شد. طرح این عملیات بسیار جسورانه بود. در صورت دخالت مؤثر نیروی دریایی بریتانیا کار آلمانی‌ها احتمالاً با شکست مواجه می‌شد و خسارت زیادی به کریگس‌مارینه وارد می‌آمد. با وجود اعتراض ردر، ۴۲ او-بوت در نزدیکی سواحل نروژ مستقر شدند تا در ورود نیروی دریایی بریتانیا با آن مقابله کنند. بیشترین نگرانی ردر دربارهٔ برگشت کشتی‌های جنگی آلمانی به پایگاه‌های خود بود؛ مسیری که در بیشتر آن در معرض حمله قوای قدرتمندتر بریتانیایی بودند. پیروزی آلمان در این عملیات منوط به سرعت، غافلگیری و زمان‌بندی دقیق بود. اگر همه‌چیز خوب پیش می‌رفت تنها او-بوت‌ها با بریتانیایی‌ها درگیر می‌شدند.
نیروی اصلی آلمانی از روز ۳۱ مارس سال ۱۹۴۰ شروع به حرکت به سمت نروژ کرد. انتقال نیرو تا روز ۶ آوریل ادامه داشت. بریتانیایی‌ها صبح روز ۷ آوریل متوچه این مسئله شدند و عصرگاه نیروی دریایی خود راهی را کردند. این کار در جهت اشتباهی انجام گرفت که آن‌ها در این تصور بودند که آلمانی‌ها می‌خواهند وارد اقیانوس اطلس شوند و تلاش کردند مسیر آن‌ها را سد کنند. بدین شکل میانه دریای شمال برای عمل آلمانی‌ها باز گذاشته شد. پیاده‌سازی نیرو در سواحل نروژ در روز ۹ آریل اتفاق افتاد و در همه‌جا جز در ناحیه اسلو موفق بود. رزم‌ناو سنگین بلوشر در اثر آتش توپ‌های ساحلی نروژی آسیب شدیدی دید و در اثر برخورد دو اژدر غرق شد. به هر شکل اسلو روز بعد تصرف شد. در ادامه کریگس‌مارینه خسارت بیشتری خورد. یک ناوشکن بریتانیایی خود را به رزم‌ناو هیپر کوبید؛ خود غرق شد اما آسیب جدی به کشتی جنگی آلمانی وارد آورد. رزم‌ناو سبک کالسروهه پس تأمین آتش پشتیبانی برای پیاده‌سازی در کرستیانسان و آرندال، توسط یک زیردریایی بریتانیایی غرق شد. در حین پیاده‌سازی در برگن، آتش دفاع ساحلی نروژ رزم‌ناو کونیکسبرک را از کار انداخت. این کشتی جنگی که دیگر نمی‌توانست حرکت کند هم روز ۱۱ آوریل توسط هواگردهای بریتانیایی غرق شد. همان روز یک اژدر شلیک‌شده از یک زیردریایی بریتانیایی به رزم‌ناو لوتسوو خورد؛ به هر شکل خدمه توانست با تلاش زیاد آن را از غرق شدن نجات دهند و با یدک‌کشی به بندر کیل برسانند. ناگوارترین این‌ها نزد ردر از دست رفتن لوتسوو و بلوشر بود؛ چرا که او ترجیح می‌داد از آن‌ها برای حمله به خطوط تجاری دشمن در اقیانوس استفاده کند و از ابتدا با کاربرد آن‌ها در این عملیات مخالف بود. به هر شکل بزرگ‌ترین ضربه‌ای که به کریگس‌مارینه در کارزار نروژ وارد شد در نارویک بود. این شهر روز ۹ آوریل به تصرف آلمانی‌ها درآمد اما با حمله بریتانیایی، با وجود وارد آمدن چندین خسارت به دشمن، در عرض دو روز ۱۰ ناوشکن کریگس‌مارینه یعنی حدود نیمی از توان کل ناوگان ناوشکن‌های پیش از جنگ آن، در این موضع غرق شدند و ناو گروه ۱ به کلی نابود شد. پس از میان رفتن خطر ناوگان ناوشکن‌های کریگس‌مارینه در شمال نروژ، متفقین اواخر ماه آوریل سال ۱۹۴۰ در این قسمت نیروی زمینی پیاده کردند.
یکی از عمده دلایل این فاجعه مشکل فنی در اژدرهای او-بوت‌ها بود که باعث می‌شد حدود ۳۰ درصد از آن‌ها پس از شلیک منفجر نشوند. بدین شکل او-بوت‌های آلمانی نتوانستند اقدام مقابله‌ای مؤثری در برابر حمله بریتانیایی‌ها به نارویک بکنند. از این رو دریادار دونیتس، فرمانده کل ناوگان او-بوت‌ها تمامی نیروهای خود را به پایگاه فراخواند. ردر دستور به تشکیل کمیسیون ویژه‌ای برای بررسی این موضوع موسوم به «بهران اژدر» داد. نتیجه بررسی بهت‌آور بود. مشخص شد که هنگام توسعه اژدرها در دهه ۱۹۲۰ آزمایش‌های عملی چندانی بر آن‌ها صورت نگرفته است. بعداً مشخص شد دریاسالار فریدریش گوتینگ، رئیس بخش بازرسی اژدرها در فرماندهی عالی کریگس‌مارینه این مسئله را دو بار پیش از جنگ به ستاد فرماندهی گزارش داده است اما مورد بی‌توجهی واقع شده است. در نتیجه این تحقیقات دریادار اسکار وی‌یِر، رئیس بخش آزمایش اژدرها به همراه دو تن از عاملین دیگر در دادگاه نظامی محاکمه و محکوم شدند. به هر شکل ردر و ستاد او هم تا اندازه در این ماجرا مقصر بودند اما دعوی علیه آن‌ها صادر نشد.

#### تخلیه نارویک
پس از پیروزی آلمان بر فرانسه در ماه مه سال ۱۹۴۰، ردر چند کشتی جنگی بزرگ خود را راهی آب‌های بین نروژ و جزایر شتلند در شمال بریتانیا کرد تا به خطوط تجاری دشمن حمله بکنند. فرماندهان میدانی مخالف این کار بودند و خطر آن را متناسب با دستاواردهایی که می‌تواند داشته باشد، نمی‌دیدند. به هر شکل به نقل از ارل زیمکه، تاریخ‌دان آمریکایی، ردر در این زمان تصور می‌کرد جنگ رو به پایان است و بهتر است کریگس‌مارینه حالت تهاجمی شدیدتری به خود بگیرد تا سهم بیشتری از نتایج این پیروزی ببرد. به هر شکل این کشتی‌های جنگی روز ۶ ژوئن بندر کیل را ترک کردند. در این حال نیروهای زمینی آلمان در ناحیه نارویک به محاصره متفقین افتاده بودند و بخش دیگری از نیروها تلاش می‌کردند از جنوب راهی به سمت آن‌ها بگشایند. ردر به دریاسالار ویلهلم مارشال، فرمانده کل ناوگان دستور داد ناوگروه اعزامی را به طرف نارویک ببرد و جلوی رسیدن نیروی بیشتری از متفقین را بگیرد و همچنین از جناح نیروی جنوبی محافظت کند. به گفته ردر هر دو این ماموریت‌ها اولویت یکسانی داشتند. این ناو گروه شامل دو نبردناو، یک رزم‌ناو، چهار ناوشکن و یک نفت‌کش سوخت‌رسان می‌شد. در این حال بریتانیایی‌ها از روز ۴ ژوئن شروع به تخلیه آن کرده بودند. مارشال از طریق شناسایی هوایی شب ۷ ژوئن از این موضوع آگاه شد و به فرماندهی عالی گزارش کرد که قصد دارد به کاوران کشتی‌های نفربر دشمن حمله کند. با این حال ردر، با این تصور که برداشت مارشال از تخلیه نارویک اشتباه است، بامداد روز بعد به او دستور داد به حرکت به سمت سواحل شمالی نروژ ادامه دهد. به هر حال مارشال برآشفته از این که فرماندهی عالی چرا در تصمیم‌گیری‌های فرمانده میدانی دخالت می‌کند، از اجرای فرمان سر باز زد و به دنبال کاروان بریتانیایی رفت. ناو گروه او سه شناور دشمن از جمله یک کشتی نفربر خالی را غرق کرندند. به هر شکل مارشال نیم‌روز ناوشکن‌های خود به سمت مأموریت اولیه فرستاد. در این حال نبردناوهای او توانستند ناوهواپیمار بریتانیایی گلوریوس و دو ناوشکن را غرق کنند. در این درگیری یک اژدر به نبردناو شارنهورست اصابت کرد و از ناو گروه جدا شد و به برای تعمیر به ترودهیم در نروژ رفت. مارشال همین زمان تعقیب بریتانیایی‌ها را متوقف کرد. ردر از عملکرد مارشال در عدم پیروی از فرمان ناراحت بود اما پیروزی کسب‌شده توسط او و حل شدن مسئله نارویک با تخلیه نیروهای متفقین سبب شد، اقدامی علیه این دریاسالار انجام ندهد.

#### تهاجم به جزیره بریتانیا
برای عملیات زی‌لووه، طرح تهاجم آلمان به جزیره بریتانیا، یکی از وظایف ردر گذراندن نیروی زمینی از کانال مانش بود. به هر صورت، نیروی دریایی آلمان با بدین زمان هیچ گونه شناور مخصوص حمل نیرو نساخته بود. از این رو ردر ۳٬۰۰۰ شناور از گونه‌های مختلف از جمله یدک‌کش‌ها، دوبه‌ها و قایق‌های موتوری را بدین منظور گرد آورد.

## دادگاه نورنبرگ
ردر در ۲۳ ژوئن ۱۹۴۵ توسط نیروهای ارتش اتحاد جماهیر شوروی دستگیر شد. او ابتدا به مسکو انتقال و در این کشور زندانی شد اما درپایان ژوئیه، برای محاکمه به به نورنبرگ منتقل گردید. در دادگاه نورنبرگ اریش ردر توسط دادستان به اتهامات زیر متهم شد.
1. توطئه برای ارتکاب جنایات علیه صلح، جنایات جنگی و جنایت علیه بشریت.
2. برنامه‌ریزی، آغاز و به راه انداختن جنگ‌های تجاوزکارانه
3. جنایات علیه قوانین جنگ.

دادگاه پس از بررسی با توجه به جنایات مرتکب شده او حکم حبس ابد صادر کرد. ردر تا ۲۶ سپتامبر ۱۹۵۵ یعنی نزدیک به ۹ سال در زندان ماند و سرانجام به دلیل بیماری آزاد شد. در زمان زندان بودن او، همسرش برای آزادی وی با کمک کهنه سربازان جنگی کمپین‌هایی را راه اندازی کرد.